# Dassault Rafale
Dassault Rafale je suvremeni dvomotorni višenamjenski lovac 4,5-generacije francuske proizvodnje, koji ima mogućnost leta superkrstarenjem. Proizvodi se za potrebe Ratnog zrakoplovstva Republike Francuske u standardnoj inačici te palubna inačica za Ratnu mornaricu. Dizajniran je kao zrakoplov koji u jednom letu može obavljati više vrsta borbenih zadaća.

## Razvoj
Rafale je nastao iz potrebe Oružanih snaga Republike Francuske da zamijene dotadašnje jurišnike SEPECAT Jaguar i dotrajale lovce F-8 Crusader. Zahtjevi su bili dovoljno slični te su spojeni u jedan program razvoja višenamjenskog lovca. Tehnološki demonstrator Rafale A poletio je 1986. i pokazao se dovoljno uspješnim za aktivnu službu. Prve narudžbe izdane su 1988. U međuvremenu su se nastavila istraživanja i letovi Rafale A, uključujući i slijetanja na nosač zrakoplova. Rafale A umirovljen je 1994. i u nastavku programa već su bile spremne buduće proizvodne inačice:
- Rafale B je dvosjedna inačica koja je u početku trebala biti samo trenažni zrakoplov, no borbena iskustva pokazala su važnost drugog člana posade na jurišnim zadaćama. Šezdeset posto naručenih Rafalea je inačica B
- Rafale C je jednosjedni višenamjenski lovac za Ratno zrakoplovstvo
- Rafale M je jednosjedni palubni lovac s mogućnostima kao i Rafale C, uz dodatne preinake i poboljšanja za djelovanje s nosača zrakoplova

Prilagođene inačice za pojedine države imaju vlastite oznake:
- Rafale DM – dvosjed za Zračne snage Egipta
- Rafale EM – jednosjed za Zračne snage Egipta
- Rafale DH – dvosjed za Zračne snage Indije
- Rafale EH – jednosjed za Zračne snage Indije
- Rafale DG – dvosjed za Zračne snage Grčke
- Rafale EG – jednosjed za Zračne snage Grčke
- Rafale DQ – dvosjed za Katarske zračne snage
- Rafale EQ – jednosjed za Katarske zračne snage
- Rafale EC – jednosjed za Hrvatsko ratno zrakoplovstvo
- Rafale DC – dvosjed za Hrvatsko ratno zrakoplovstvo

## Dizajn
Pregled
Rafale je razvijen kao moderni mlazni lovac s vrlo visokom razinom agilnosti; Dassault je odlučio kombinirati delta krilo s aktivnim blisko spojenim kanardom kako bi maksimizirao manevarske sposobnosti. Zrakoplov je sposoban izdržati od -3,6 g do 9 g (10,5 g na Rafale solo displeju i maksimalno 11 g može se doseći u slučaju nužde. Rafale je aerodinamički nestabilan zrakoplov i koristi digitalne fly-by-wire kontrole leta za umjetno pojačavanje i održavanje stabilnosti. Kanardi zrakoplova također smanjuju minimalnu brzinu slijetanja na 115 čvorova (213 km/h); dok su u letu, tijekom misija obuke primijećene su brzine od samo 15 čvorova (28 km/h). Prema Dassaultovim simulacijama, Rafale ima dovoljne performanse pri niskim brzinama za djelovanje sa STOBAR konfiguriranih nosača zrakoplova, i može poletjeti koristeći skakaonicu bez modifikacija.
Rafale M ima znatno pojačano podvozje kako bi se nosilo s dodatnim naprezanjima mornaričkog slijetanja, kuku za zaustavljanje i "jump strut" nosni kotač, koji se izvlači samo tijekom kratkih polijetanja, uključujući lansiranja katapultom. Također ima ugrađene ljestve, mikrovalni sustav slijetanja na nosaču i novi Telemir sustav s vrhom peraje za sinkronizaciju inercijalnog navigacijskog sustava s vanjskom opremom. Sve u svemu, mornaričke modifikacije Rafalea M povećavaju njegovu masu za 500 kilograma u usporedbi s drugim inačicama. Rafale M zadržava oko 95 posto sličnosti s inačicama ratnog zrakoplovstva uključujući, iako neuobičajeno za nosače zrakoplova, nemogućnost sklapanja krila kako bi se smanjio skladišni prostor. Ograničenja veličine nadoknađena su uvođenjem Charles de Gaullea, prvog francuskog nosača na nuklearni pogon, koji je bio znatno veći od prethodnih nosača, Focha i Clemenceaua.
Rafale ima revolucionarni integrirani sustav, nazvan SPECTRA koji pilotu omogućuje iznimno veliku svijest o situaciji te uključuje upozorenja o radarskom ozračenju, nadolazećim infracrveno vođenim projektilima, uporaba protumjera i aktivnog ometanja neprijateljskih frekvencija. Najzanimljiviji dio SPECTRA-e je virtualna nevidljivost. Prema dostupnim informacijama SPECTRA ometa radarski i elektronički odziv aviona koristeći različite senzore i sustave ometanja uz softver za virtualno smanjenje radarskog odraza izravnim, ali teško zamjetljivim, ometanjem radara te odašiljanjem lažnih podataka.
Rafale ima sposobnost nošenja širokog raspona pametnih bombi za udare danju i noću te koristi elektrooptički laserski označivač cilja DAMOCLES za udare laserski vođenim bombama.
Naoružanje i standardi
Početne isporuke Rafalea M bile su prema standardu F1 ("France 1"), koji su bili opremljeni za borbene zadatke presretača zrak-zrak, ali nisu imali nikakvo naoružanje za operacije zrak-zemlja. F1 standard postao je operativan 2004. Kasnije su isporuke bile u skladu sa standardom "F2", koji je dodao mogućnost izvođenja operacija zrak-zemlja; prvi F2 standardni Rafale M isporučen je Francuskoj mornarici u svibnju 2006. Počevši od 2008. nadalje, isporuke Rafalea bile su u skladu sa standardom F3R sposobnim za nuklearno oružje koji je također dodao izviđanje s Areos izvidničkom kapsulom,a objavljeno je da će svi zrakoplovi izgrađeni prema ranijim standardima F1 i F2 biti nadograđeni na F3R.
Rafale standarda F3 sposobni su preuzeti mnoge različite uloge u misijama s nizom opreme, naime misije zračne obrane/superiornosti s Mica IR i EM projektilima zrak-zrak, te precizne napade na kopnu obično koristeći SCALP EG krstareće projektile i AASM Hammer air- rakete zemlja-zemlja. Osim toga, protubrodske misije mogle bi se provoditi korištenjem projektila AM39 Exocet za letenje po moru, dok bi izviđački letovi koristili kombinaciju ugrađene i vanjske senzorske opreme. Nadalje, letjelica bi mogla izvoditi nuklearne napade kada bi bila naoružana projektilima ASMP-A. U 2010. Francuska je naručila 200 MBDA Meteor projektila izvan vizualnog dometa koji će uvelike povećati udaljenost na kojoj Rafale može gađati zračne ciljeve kada projektil uđe u službu.
Aktualni standard F4.1 certificiran je u ožujku 2023. godine, a donosi bolju povezanost s drugim sustavima Système de Combat Aérien Futur (SCAF), putem satelita i izravnom vezom ("intra-patrol link") među zrakoplovima, komunikacijskim serverom, uz obvezni AESA radar. Novost je Thales Scorpion Helmet Mounted Display (HMD), na kojem se pilotu informacije i situacija prikazuje u proširenoj stvarnosti na viziru unutar kacige. Tu je i podrška za nova oružja: MICA NG (Next-Generation) raketa zrak-zrak, nova inačica rakete zrak-zemlja Safran AASM (Armement Air-Sol Modulaire) “Hammer” Precision-Guided Munition (PGM) od 1000 kg. TALIOS (TArgeting Long-range Identification Optronic System) osmatrački dodatak, koji sad ima visoku razlučivost i integrirani datalink. Poboljšani su algoritmi za pasivno otkrivanje opasnosti, razmjenu podataka među Rafale zrakopolovima, bolju zaštitu od cyber-prijetnji te poboljšanja pri korištenju raketa Meteor, uvođenjem mogućnosti da ju kontrolira zrakoplov koji ju nije ispalio.
Inačica M1 koristi se za ispitivanja F4.1 standarda za mornaričke inačice zrakoplova.
Za kompatibilnost s oružjem različitih tipova i podrijetla, Rafaleov sustav upravljanja spremištima na brodu usklađen je s MIL-STD-1760, električnim sučeljem između zrakoplova i njegovih spremnika, čime se pojednostavljuje ugradnja mnogih njihovih postojećih oružja i opreme. Rafale je obično opremljen s 14 tvrdih točaka (13 na inačici Rafale M), od kojih je pet prikladno za teško naoružanje ili opremu kao što su pomoćni spremnici goriva, te ima maksimalnu vanjsku nosivost od 9,5 tona. Uz gore navedenu opremu, Rafale nosi 30 mm top GIAT 30 i može biti opremljen nizom laserski navođenih bombi i streljiva za napad na zemlju. Prema Dassaultu, Rafaleovi ugrađeni sustavi misije omogućuju izvođenje borbenih operacija na tlu i zrak-zrak unutar jednog naleta, s mnogim funkcijama koje se mogu istovremeno izvršiti u kombinaciji s drugom, povećavajući sposobnost preživljavanja i svestranost.

Motori
Rafale je opremljen s dva motora Snecma M88, od kojih svaki može dati do 50 kN suhog potiska i 75 kN s naknadnim izgaranjem. Motori imaju nekoliko poboljšanja, uključujući nezagađujuću [potrebno pojašnjenje] komoru za izgaranje, monokristalne lopatice turbine, diskove metalurgije praha i tehnologiju za smanjenje radarskih i infracrvenih potpisa. M88 omogućuje Rafaleu superkrstarenje dok nosi četiri projektila i jedan spremnik.  Kvalifikacija motora M88-2 završila je 1996., a prvi proizvodni motor isporučen je do kraja godine. Zbog kašnjenja u proizvodnji motora, demonstrator Rafale A u početku je pokretao motor General Electric F404. U svibnju 2010. Rafale je prvi put poletio s motorom M88-2, dok se od isporučuje s motorom M88-2-4E, koje se uobičajeno obilježava kao M88-4E, nadograđenom inačicom s nižim zahtjevima za održavanjem od prethodnog M88-2. Motor je modularnog dizajna za lakšu konstrukciju i održavanje i kako bi se omogućilo naknadno opremanje starijih motora s poboljšanim podsekcijama prema dostupnosti, kao što je postojeći M88-2 koji se nadograđuje na M88-4E standard.
Potencijalni strani kupci, kao što su Ujedinjeni Arapski Emirati (UAE), zanimali su se za snažnije M88 motore te je predložena inačica M88-3 s naknadnim izgaranjem od 93 kN za korištenje u jednomotornim avionima, zatim M-88-4 koja bi proizvodila 105 kN s naknadnim izgaranjem. Od 2007. godine razvijala se inačica s vektoriranim potiskom motora, označena kao M88-3D, kao i M123 za komercijalnu avijaciju te M138 za turbo-propelerne zrakoplove poput Airbus A400M.

## Pilotska kabina
Pilot sjedi u izbacivom sjedalu Martin-Baker Mark16F 0-0 te može sigurno iskočiti dok je zrakoplov na zemlji i ne miče se. Sjedalo je nagnuto 29° unazad, stupanj manje nego F-16. Rafale uz širokokutni HUD (eng. Head Up Display, prikaznik podataka na čeonom staklu) ima i dva višenamjenska LCD-monitora za prikaz bitnih informacija. Pilot upravlja zrakoplovom u konfiguraciji HOTAS (eng. Hands On Throttle And Stick), dakle za siguran let uopće ne treba micati ruke s upravljačke palice i gasa. Također je planirano uvođenje glasovnih naredba.

## Hrvatska kao kupac
U sklopu natječaja za kupnju i odabir nove generacije zrakoplova Hrvatskoga ratnog zrakoplovstva, 9. rujna 2020. Francuska je Hrvatskoj ponudila dvanaest zrakoplova Rafale koji udovoljavaju svim specifikacijama koje su postavljene službenim postupkom odabira i kupnje novih zrakoplova. Radi se o deset jednosjeda i dva dvosjeda. Osim zrakoplova u vrhunskom stanju i iznimnih osobina koje su prema mišljenju nekih analitičara najbolje od svih ponuđenih zrakoplova, ponuda obuhvaća i dugoročnu sveobuhvatnu stratešku suradnju Hrvatske i Francuske, što je prilika i za osnaživanje hrvatske vojne industrije unutar europskog programa za industrijski razvoj na području obrane. Prema pristigloj ponudi, Hrvatskoj bi bili ponuđeni zrakoplovi posljednje operativne inačice F3-R s oko 7000 sati naleta koji imaju još više od pola letnih resursa, a bili bi isporučeni s produljenim resursima od 9000 sati leta i cijenom sata naleta između 17 i 18 tisuća eura.
Ugovor o kupnji potpisan je 25. studenoga 2021.. Riječ je o 12 zrakoplova koji će najkasnije 2025. biti u Hrvatskoj s hrvatskim oznakama i hrvatskim pilotima. Njihova cijena s PDV-om prelazi 1,1 milijardu eura. Hrvatska je 2. listopada 2023., tijekom svečanosti u bazi Mont-de-Marsan francuskih zračno-svemirskih snaga, od Francuske službeno preuzela prvi od 12 borbenih zrakoplova Dassault Rafale (dvosjed B, broj 170). U vojarni “Pukovnik Marko Živković” u Velikoj Gorici 25. travnja 2024. organiziran je svečani doček prvih šest od ukupno 12 višenamjenskih borbenih aviona Rafale. Već 1. svibnja 2024. povodom svečanog obilježavanja 29. godišnjice operacije Bljesak borbeni avioni Rafale preletjeli su cijelo područje Republike Hrvatske. Prve zajedničke letačke aktivnosti s avionima Rafale francuske ratne mornarice s francuskog nosača “Charles de Gaulle” na nebu iznad Republike Hrvatske održane su 10. svibnja 2024.

## Tehničke karakteristike (Rafale C, B, M)
Izvori podataka: https://www.dassault-aviation.com/en/defense/rafale/specifications-and-performance-data/
Osnovne karakteristike
- posada: 1 – 2
- kapacitet: interni rezervoar 4700 kg (5800 L) za jednosjed, 4400 kg (5500 L) za dvosjed, vanjski rezervoari do najviše 6700 kg (8350 L) s max 5 vanjskih rezervoara
- dužina: 15,27 m
- raspon krila: 10,90 m
- površina krila: 45,7 m2
- strijela krila :canard delta
- visina: 5,34 m
- masa zrakoplova: 9850 kg (C), 10300 kg (B), 10600 kg (M)
- maksimalna masa uzlijetanja: 24500 kg (C i D), 22200 kg (M)
- korisni teret: 9500 kg

Letne karakteristike
- najveća brzina: 1912 km/h (1,55 Mach), na velikim visinama 2205 km/h (1,814 Mach), najveća brzina superkrstarenja 1715 km/h (1,4 Mach)
- ekonomska brzina: 750
- dolet: 3700 km (s tri vanjska rezervoara)
  - borbeni dolet: 1852 km
- brzina penjanja: 304,8 m/s
- najveća visina leta: 15835 m
- specifično opterećenje krila: 326 kg/m2
- motor: 2× motora Snecma M88-2 ili M88-4e

Naoružanje
- naoružanje: top 30 mm GIAT 30/M791 sa 125 metaka, 14 vanjskih točaka za naoružanje (ukupno 9500 kg), bombe i rakete: rakete MBDA MICA, MBDA Meteor, Magic II, MBDA Apache, MBDA Storm Shadow/SCALP-EG, MBDA AM 39-Exocet, bombe Mark 82, itd.
- defanzivne mjere: Thales RBE2 PESA ili RBE2--AA AESA radar, Thales SPECTRA sustav za elektroničko ratovanje (EWS), Thales/SAGEM-OSF IRST infracrveni tragač, Thales Damocles ili TALIOS nišanski sustav, AREOS izviđački sustav